# Nowe Paski
Nowe Paski [ˈnɔvɛ ˈpaski] est un village polonais de la gmina de Teresin dans le powiat de Sochaczew et dans la voïvodie de Mazovie.